# 日本オーケストラ連盟
公益社団法人日本オーケストラ連盟（にほんオーケストラれんめい）は、日本に所在する40（正会員27、準会員13）のプロのオーケストラが加盟している公益社団法人。

## 事業内容
「交響楽の振興と普及を図り、もって我が国文化の発展に寄与する」という目的を達成するために、以下の事業を行っている。
1. 交響楽に関する調査研究及び資料、情報の収集
2. 交響楽振興のための公演及び講習会などの開催
3. 青少年に対する交響楽の普及
4. 交響楽に関する国際交流
5. その他、目的を達成するために必要な事業

1に関しては、2007年（平成19年）から3月31日を「オーケストラの日」と定め、加盟楽団が各地でコンサートを同時開催するイベントを主催している。その他、文化庁主催の「アジア オーケストラ ウィーク」の制作も行っている。

## 沿革
- 1964年（昭和39年） - 東京 で「東京オーケストラクラブ」が結成[1]。
- 1968年（昭和43年） - 「日本交響楽団連絡会議」に改組[1]。
- 1972年（昭和47年） - 東京以外の都市に所在するオーケストラが「地方交響楽団連盟」を設立[1]。東京の「日本交響楽団連絡会議」と相互交流を開始。
- 1989年（平成元年） - 東京と地方の両団体が「全日本オーケストラ連盟」結成を決定[1]。
- 1990年（平成2年）7月 - 任意団体「日本オーケストラ連盟」が発足（加盟楽団数18）[1]。
- 1995年（平成7年）1月31日 - 社団法人「日本オーケストラ連盟」設立[1]。
- 2012年（平成24年）8月 - 公益社団法人に移行[1]。

以上のような成立経緯から、「首都圏オーケストラ連絡会」と「地方オーケストラ連絡会」が組織内部に存在し、各々の連絡会が別個に会議を行ったり、合同会議が行われたりする。

## 加盟団体

### 正会員
- 札幌交響楽団
- 仙台フィルハーモニー管弦楽団
- 山形交響楽団
- 群馬交響楽団
- NHK交響楽団
- 新日本フィルハーモニー交響楽団
- 東京交響楽団
- 東京シティ・フィルハーモニック管弦楽団
- 東京都交響楽団
- 東京フィルハーモニー交響楽団
- 日本フィルハーモニー交響楽団
- パシフィックフィルハーモニア東京
- 読売日本交響楽団
- 神奈川フィルハーモニー管弦楽団
- 富士山静岡交響楽団
- オーケストラ・アンサンブル金沢
- セントラル愛知交響楽団
- 名古屋フィルハーモニー交響楽団
- 中部フィルハーモニー交響楽団
- 京都市交響楽団
- 大阪交響楽団
- 大阪フィルハーモニー交響楽団
- 関西フィルハーモニー管弦楽団
- 日本センチュリー交響楽団
- 兵庫芸術文化センター管弦楽団
- 広島交響楽団
- 九州交響楽団

### 準会員
- 千葉交響楽団
- 藝大フィルハーモニア管弦楽団
- 東京ユニバーサル・フィルハーモニー管弦楽団
- 愛知室内オーケストラ
- 京都フィルハーモニー室内合奏団
- アマービレフィルハーモニー管弦楽団
- ザ・カレッジ・オペラハウス管弦楽団
- テレマン室内オーケストラ
- 神戸市室内管弦楽団
- 奈良フィルハーモニー管弦楽団
- 岡山フィルハーモニック管弦楽団
- 瀬戸フィルハーモニー交響楽団
- 長崎OMURA室内合奏団

## 会員の入会に関する条件
正会員
1. 法人格を有する非営利団体に所属するプロフェッショナル・オーケストラであること。
2. 固定給与を支給しているメンバーによる2管編成以上のオーケストラであること。
3. 定期会員制を採用し、年間5回以上の定期演奏会をはじめとする自主演奏会を10回以上行なっているオーケストラであること。
4. 運営主体としての事務局組織を持っているオーケストラであること。
5. 正会員より推薦を受けたオーケストラであること。

以上の条件を勘案し、その実績から正会員として相応しいと運営委員会・理事会が認めたうえ、総会で議決されたオーケストラであること。
準会員
1. 弦楽器5部、フルート、オーボエ、クラリネット、ファゴット、ホルン、トランペット、打楽器各1名以上を擁する合奏団であること。
2. プロフェッショナル・オーケストラとしての演奏活動実績が2年以上あり、定期演奏会を含む自主演奏会を2回以上と、それらを含んだ年間30回以上の演奏活動を行っていること。
3. 演奏者の構成員は他の会員のオーケストラと重複していないことを原則とする。
4. 演奏者の構成員は半数以上が固定的に在籍していること。
5. 専門の経理担当者、楽譜係、舞台担当者を擁する事務局組織を持っていること。

以上の条件を満たし、運営委員会・理事会の承認を経て総会で認められたオーケストラであること。

## 活動実績推移
正会員と準会員（2006年より）を合計した活動実績の推移。
| 年度 | 公演数 （回） | 総入場者数 （人） | 楽員数 （名） | 年間収入 （千円） | (演奏収入 内数) （千円） | 年間支出 （千円） | 団体数 正会員 | 団体数 準会員 | 追加正会員 | 追加準会員 （△減）           |
| ---- | ------------- | ----------------- | ------------- | ----------------- | ------------------------ | ----------------- | ------------- | ------------- | ---------- | ---------------------------- |
| 2004 | 3,042         | 3,513,000         | 1,742         | 24,255,392        | (12,312,614)             | 23,928,189        | 23            |               |            |                              |
| 2005 | 3,042         | 3,344,923         | 1,724         | 24,066,045        | (12,089,370)             | 23,884,972        | 23            |               |            |                              |
| 2006 | 3,403         | 3,589,396         | 1,887         | 25,029,365        | (14,007,622)             | 24,677,718        | 23            | 4             |            | 京都P、中部P、東京NC、東京YP |
| 2007 | 3,564         | 3,850,034         | 1,978         | 25,540,777        | (14,859,341)             | 24,893,796        | 23            | 6             |            | 静岡響、カレッジオペラハウス |
| 2008 | 3,731         | 4,258,921         | 2,036         | 26,142,005        | (14,038,953)             | 25,810,265        | 24            | 6             | 兵庫芸管   |                              |
| 2009 | 3,652         | 4,025,587         | 2,028         | 27,398,085        | (14,213,226)             | 26,883,482        | 24            | 7             |            | NP千葉                       |
| 2010 | 3,616         | 3,970,634         | 2,019         | 26,858,963        | (14,095,523)             | 26,431,196        | 24            | 7             |            |                              |
| 2011 | 3,772         | 4,128,451         | 2,047         | 26,376,422        | (13,869,154)             | 25,607,203        | 25            | 7             | 東京NC     | テレマン室内オケ（△東京NC）  |
| 2012 | 3,742         | 4,080,843         | 2,049         | 26,199,820        | (13,906,174)             | 25,774,925        | 25            | 8             |            | 奈良フィル                   |
| 2013 | 3,806         | 4,247,990         | 2,035         | 27,029,120        | (14,226,597)             | 26,388,967        | 25            | 8             |            |                              |
| 2014 | 3,836         | 4,016,192         | 2,042         | 25,931,093        | (13,785,330)             | 25,785,674        | 25            | 8             |            |                              |
| 2015 | 3,938         | 4,237,110         | 2,146         | 26,595,559        | (14,290,092)             | 26,261,175        | 25            | 9             |            | 瀬戸フィル                   |
| 2016 | 3,850         | 4,340,769         | 2,213         | 27,124,923        | (14,592,106)             | 26,480,824        | 25            | 9             |            |                              |
| 2017 | 3,810         | 4,293,484         | 2,230         | 26,396,322        | (14,422,010)             | 26,174,896        | 25            | 11            |            | 藝大P、岡山P                 |
| 2018 | 3,879         | 4,112,481         | 2,251         | 26,057,444        | (14,659,813)             | 26,948,468        | 25            | 12            |            | 長崎OMURA                    |
| 2019 | 3,611         | 3,692,555         | 2,274         | 26,842,597        | (13,514,044)             | 26,425,575        | 25            | 13            |            | アマービレP                  |
| 2020 | 2,323         | 1,319,207         | 2,267         | 23,479,034        | (8,337,817)              | 21,817,739        | 25            | 13            |            |                              |
| 2021 | 3,013         | 2,383,388         | 2,263         | 25,320,361        | (12,348,474)             | 24,841,315        | 25            | 13            |            |                              |
| 2022 | 3,963         | 3,523,539         | 2,353         | 28,735,466        | (15,204,195)             | 27,941,500        | 25            | 15            |            | 愛知室内オケ、神戸市室内管   |
| 2023 | 3,772         | 3,725,874         | 2,345         | 28,364,829        | (15,405,323)             | 28,876,993        | 25            | 15            |            |                              |

注）2019年度、2020年度、2021年度の公演数については、コロナ禍により中止となった公演を除く。

## オーケストラの日
2007年（平成19年）に3月31日を「オーケストラの日」と制定した。「みみにいいひ」と読む語呂合わせに由来している。オーケストラを身近に親しんでもらうためのコンサート等が各地で開催されるほか、連盟主催の「オーケストラの日」というイベントが開催される。